# Caio Márcio Fígulo (cônsul em 162 a.C.)
Caio Márcio Fígulo (em latim: Caius Marcius Figulus) foi um político da gente Márcia da República Romana eleito cônsul por duas vezes, em 162 e 156 a.C., com Públio Cornélio Cipião Násica Córculo e Lúcio Cornélio Lêntulo Lupo respectivamente. Caio Márcio Fígulo, cônsul em 64 a.C., era, provavelmente, seu bisneto.

## Primeiros anos e primeiro consulado (162 a.C.)

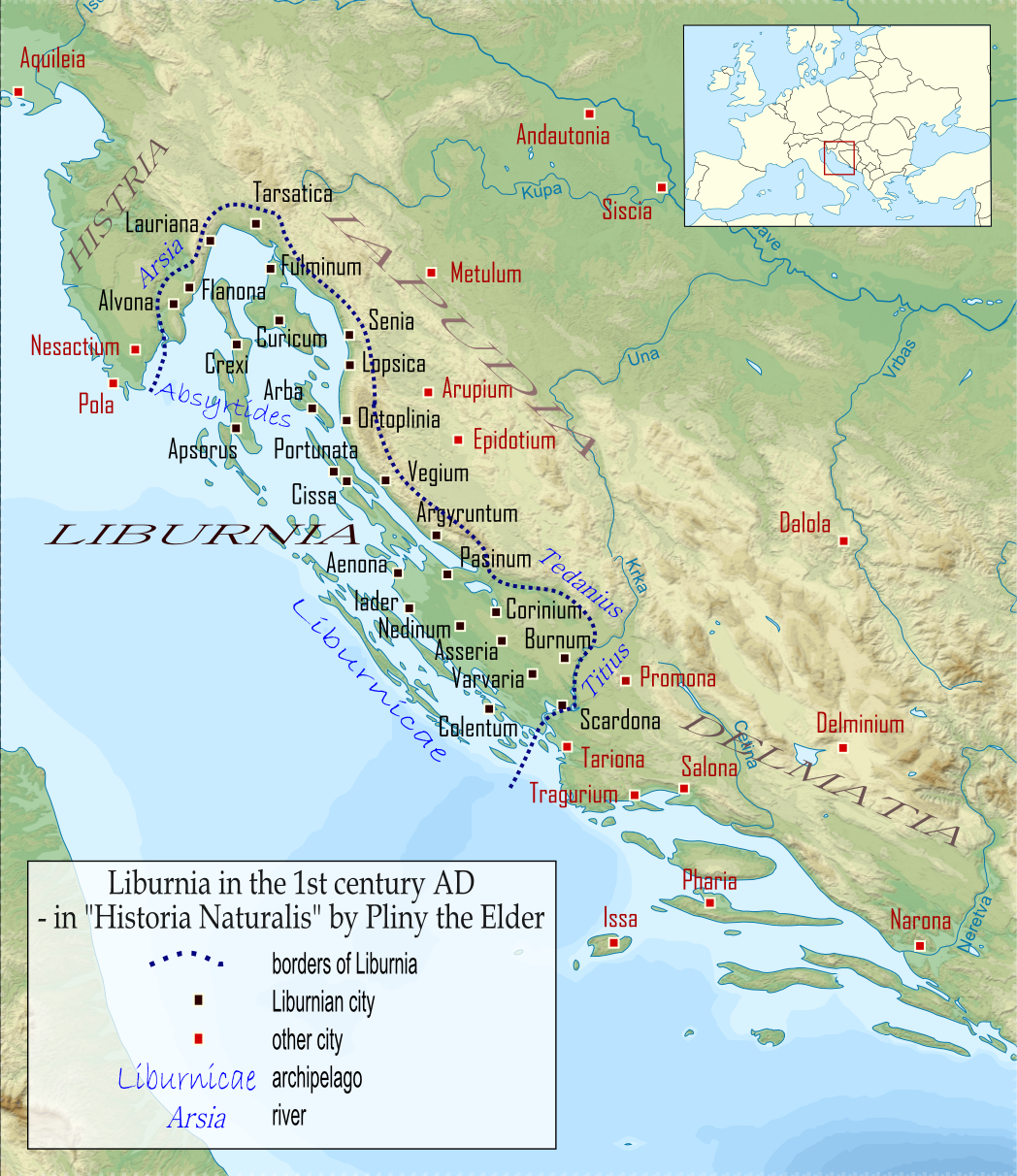
Mapa mostrando a localização de Delmínio, no canto inferior direito. Fígulo marchou da Ístria, no canto superior esquerda, até lá, saqueando tudo pela caminho.

Em 169 a.C., Fígulo foi eleito pretor e comandou a frota romana durante a Terceira Guerra Macedônica. Em 162 a.C., foi eleito cônsul pela primeira vez, com Públio Cornélio Cipião Násica Córculo, mas os dois tiveram que renunciar depois que líder de uma das centúrias morreu durante a Assembleia das centúrias e os áugure decretaram que a eleição era inválida. O cônsul Tibério Semprônio Graco, que comandava a eleição, declarou a validade da votação e, por isso, Fígulo partiu para a Gália Cisalpina, a província que lhe havia sido designada. Logo depois, Graco escreveu para o Senado afirmando ter cometido um erro ao interpretar os auspícios e, por isso, Fígulo renunciou.

## Segundo consulado (156 a.C.)
Foi eleito cônsul novamente em 156 a.C., desta vez com Lúcio Cornélio Lêntulo Lupo e ambos receberam o comando da campanha contra os dálmatas e panônios utilizando Aquileia como base principal. Enquanto Lupo seguiu para a Panônia, Fígulo invadiu a Ilíria. No início, a iniciativa foi dos inimigos e seu acampamento chegou a ser atacado pelas tribos ilírias, mas depois, já durante a campanha invernal, conquistou uma por uma as cidades menores até que finalmente chegou em Delmínio, a capital dálmata.